# シドニー造幣局
シドニー造幣局（シドニーぞうへいきょく、英語：Sydney Mint）は、1816年にオーストラリアのシドニーに設立された硬貨製造工場・博物館である。国内最古級の建築物。ニューサウスウェールズ州議事堂と同時に建設されたため、よく似ている。

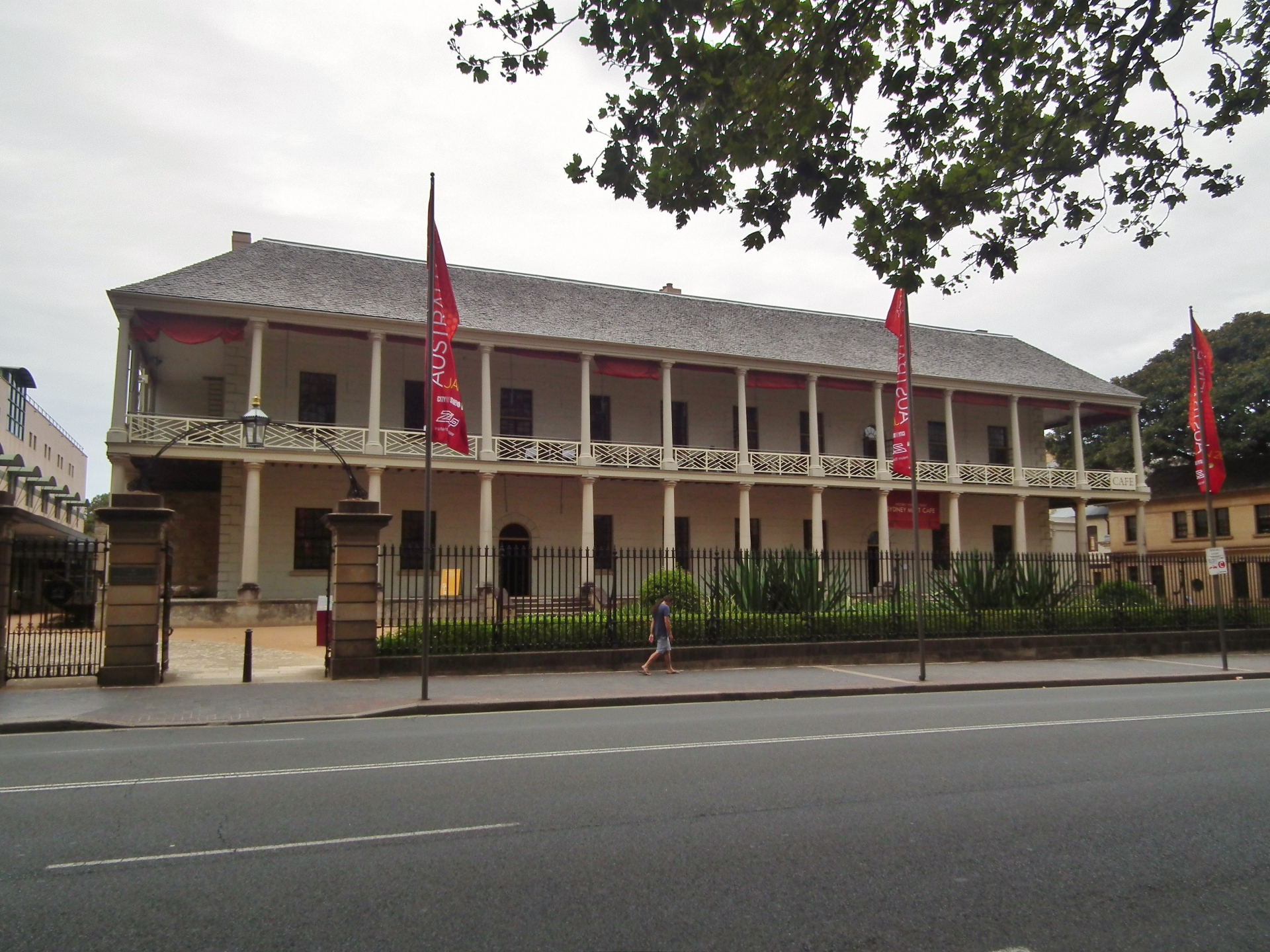
官庁街マッコーリー通りに面している